# Darius Razmislevičius

Darius Razmislevičius, 2024

Darius Razmislevičius (* 15. November 1980 in der Šakiai) ist ein litauischer linker Politiker, seit November 2024 Mitglied des Seimas.

## Leben
Nach dem Abitur am Gymnasium absolvierte er 2004 das Bachelorstudium der Sportwissenschaft, von 2004 bis 2006 das Masterstudium der Sport-Physiologie an der Sportuniversität Litauens und 2013 das Masterstudium Versicherung und Bankwesen an der Technischen Universität Kaunas in der zweitgrößten litauischen Stadt Kaunas. Von 2008 bis 2015 arbeitete er als Oberspezialist in der Verwaltung der Stadtgemeinde Kaunas. Von 2015 bis 2024 war er stellvertretender Direktor im Unternehmen Parkavimas Kaune.
Er war Mitglied im Rat der Stadtgemeinde Kaunas. Bei der Parlamentswahl in Litauen 2024 wurde er in den 14. Seimas gewählt.
Seit 2006 ist er Mitglied der Sozialdemokratischen Partei Litauens (LSDP). Er leitete die Sektion Kaunas der Sozialdemokratischen Jugend Litauens (Lietuvos socialdemokratinio jaunimo sąjunga).
Er ist verheiratet.